# Euophrys heliophaniformis
Euophrys heliophaniformis es una especie de araña saltarina del género Euophrys, familia Salticidae. Fue descrita científicamente por Dönitz & Strand en 1906.
Habita en Japón.